# Michal Hlaváček
prof. Ing. arch. Michal Hlaváček (* 7. února 1951, Praha) je český architekt.
Jde o absolventa ČVUT Praha, Fakulty architektury, obor architektura. Po studiích nastoupil do Projektového ústavu dopravních a inženýrských staveb Praha, pak do Projekty Praha. Strávil 7 let v Nigérii, kde přednášel na University of Jos, Department of Architecture a pracoval na mnoha významných projektech v rámci celého státu. Od roku 1994 vyučuje na ČVUT v Praze, kde byl v roce 2015 jmenován profesorem. Na ČVUT vede ateliér a je školitelem skupiny doktorandů doktorandského studia.
V návaznosti na svoje působení na ČVUT přednášel na Roger Williams University – School of Architecture, Art & Historic Preservation, Rhode Island, USA. Byl jmenován Visiting Professor na Hunan University, Fakulta architektury, Chang Cha v Číně, kde rovněž přednášel a spolupracoval na několika workshopech a projektech.
1992 až 2011 byl zakládajícím členem, jednatelem a vedoucím architektem projekčního ateliéru Hlaváček & Partner, s.r.o. a 2006 až 2011 i v projekčním ateliéru Astudio 3-5-8, s.r.o. V roce 2011 oba zmíněné ateliéry se svým týmem opustil a architektonické tvorbě se dále věnuje v ateliéru Hlaváček – architekti, s.r.o., jehož je majitelem, jednatelem a hlavním architektem.
Za svého působení v oblasti architektury získal několik významných ocenění, mezi které patří:
- Stavba roku 2014 (Letecké muzeum Metoděje Vlacha v Mladé Boleslavi)
- Stavba roku 2011 – cena veřejnosti
- Stavba roku 1999, 2008
- Nominace na cenu Státního fondu životního prostředí ČR za energetickou úspornost 2010
- Nominace na cenu Státního fondu rozvoje bydlení za nejlepší stavbu určenou k bydlení 2010
- Cena Státního Fondu rozvoje bydlení 2008
- Vitrablock – 2. cena 1997, 1999,
- European Museum of the Year Lisabon 2006 – nominace,
- Stavba roku Libereckého kraje 2005,
- Cena Gloria musaealis, Cena ministra kultury České republiky v kategorii Muzejní počin roku 2004

V Čechách realizoval velké množství staveb, mezi jinými historický archiv Škoda Auto Muzeum, depozitář historických vozů Škoda Auto v Mladé Boleslavi, revitalizace Staroměstského náměstí v Mladé Boleslavi, Muzeum skla a bižuterie v Jablonci nad Nisou, Obytný soubor - podzemní nízkoenergetické domy Horní Počernice II., Podzemní rodinná rezidence Horní Počernice, nebo rekonstrukce královského Dánského velvyslanectví na Maltézském náměstí v Praze a mnoho dalších projektů.
Je ženatý a má dvě děti, Dalibora a Kristinu.

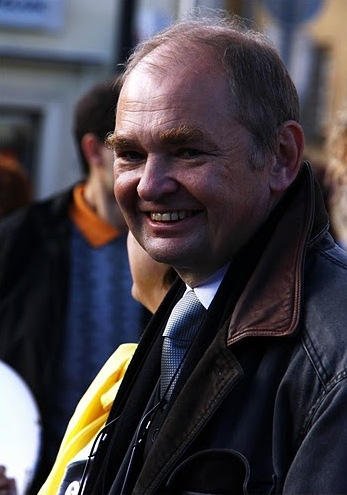
Michal Hlaváček
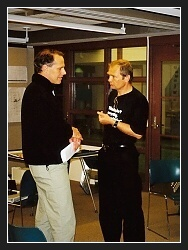
Michal Hlaváček s prof. Edgarem Adamsem 1999 RWU – USA
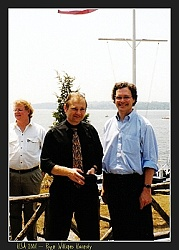
Michal Hlaváček s děkanem Stevem Whitem 1999 RWU – USA
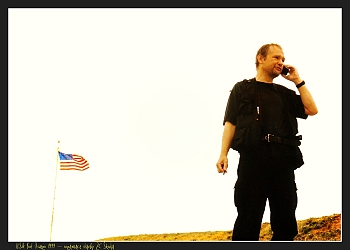
dálkové projektování zákaznického centra Škoda Auto (MB) tvrz Oswego – USA 1999
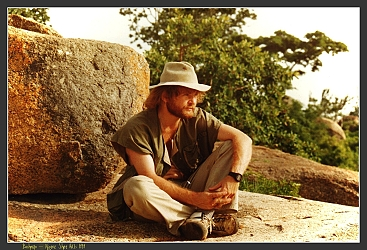
Michal Hlaváček Nigerie 1988
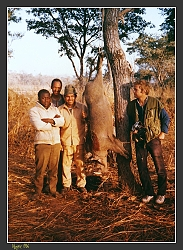
Michal Hlaváček Nigerie 1988